# 77-мм польова гармата зразка 1916 року
77-мм польова гармата зразка 1916 року (нім. 7.7 cm FK 16) — легка польова гармата виробництва Німеччини, що активно застосовувалася у Першій світовій війні, мала деяке застосування у міжвоєнних конфліктах, а модернізовані варіанти застосовувалися також і у Другій світовій.

## Створення
Військові дії на початку Першої світової війни виявили ряд недоліків основної легкої польової гармати Німеччини — 77-мм польової гармати зразка 1896 року (нової конструкції). Вона була легкою і мобільною, проте своїми балістичними характеристиками поступалася польовим гарматам супротивників — французькій 75-мм гарматі зразка 1897 року та російській 76-мм гарматі зразка 1902 року. В умовах окопної війни недостатня дальність вогню стала серйозною проблемою.
Нова гармата повинна була мати подовжений ствол та лафет з великим кутом підйому. Було запропоновано використати лафет 105-мм гаубиці С/09 та затворний механізм від гармати 7.7 cm FK 96 n.A.. В результаті, вдалося отримати далекобійну польову гармату, що мала лафет, уніфікований з легкою гаубицею. Таким чином, нова гармата FK 16 на великих дистанціях була спроможна вести навісний вогонь, наносячи втрат ворожим військам у окопах.

## Опис
77-мм польова гармата зразка 1916 року отримала на 61 см довший ствол від 7.7 cm FK 96 n.A.. Уніфікований з гаубицею С/09 лафет мав підвищений на 24° кут підйому ствола. Це покращило балістику, дальність стрільби виросла на 3,7 км.
Запірні пристрої, нарізка, противідкатні механізми були залишені без змін. На відміну від французьких та російських гармат, у Німеччині застосовувався горизонтальний клин. Це рішення спрощувало обслуговування та виробництво гармат. У канавках поршневого затвора часто накопичувався бруд, чого не було у клиновому затворі.
Вага гармати у бойовому положенні виросла до 1312 кг, важчою була тільки австро-угорська польова гармата зразка 1917 року. Гармати країн Антанти мали вагу на 100—200 кг менше, що полегшувало транспортування. У германській 77-мм польовій гарматі зразка 1916 року маневровістю було пожертвувано задля збільшення дальності стрільби оскільки війна перейшла до позиційної стадії.
Німецькі артилеристи активно застосовували платформу, що обертається для встановлення гармати. Це дозволяло не витрачати багато сил для наведення гармати на нову ціль поза сектором стрільби (4-7 градусів). Застосування таких платформ дозволяло артилерії більш оперативно контролювати великі сектори фронту.

## Виробництво і застосування
77-мм польова гармата зразка 1916 року частково вироблялася з замінників гостродефіцитних матеріалів, через що виникало багато дефектів. Це призводило до випадків вибуху снарядів у стволі гармати. Незадовільною була також якість і снарядів. Зокрема, деякі мали завеликий діаметр, що пришвидшувало псування ствола. Пікринова кислота часто формувала дуже чутливі солі, що під час пострілу могли детонуватися і, таким чином, підірвати увесь снаряд. Покриття внутрішніх стінок снарядів спеціальними фарбами блокувало створення солей та дозволило вирішити проблему.

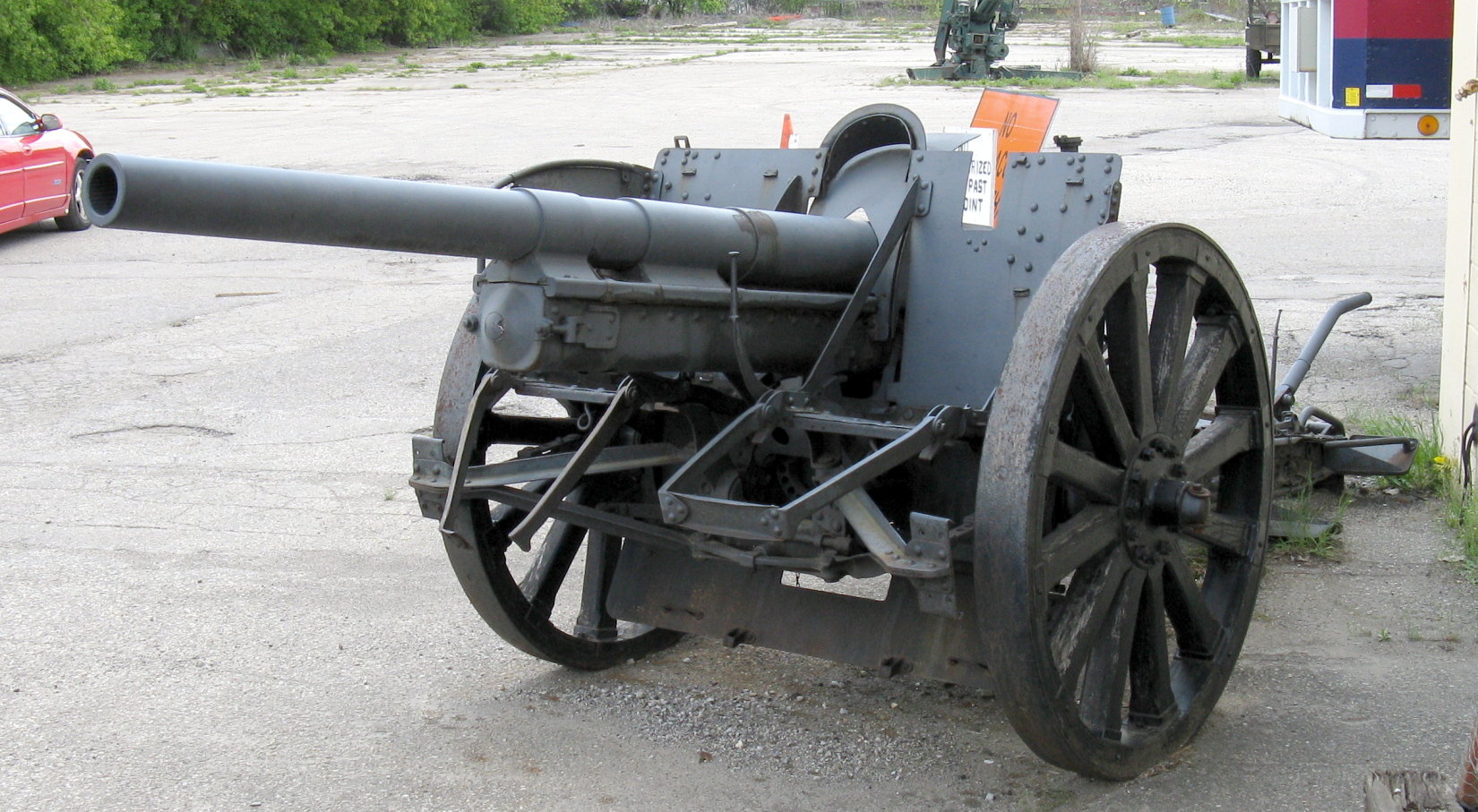
77-мм польова гармата зразка 1916 року у Музеї військової спадщини у Брантфорді, Онтаріо

Після війни Німеччина перестволила гармати на калібр 75 мм, 75-мм гармати зразка 1916 року отримали індекс 7,5 cm FK 16 n.A. (нової конструкції). Ці гармати застосовувалися під час Другої світової війни. Бельгія також перестволила трофейні гармати FK 16 на калібр 75 мм.
Деякий час 77-мм польові гармати зразка 1916 року перебували на озброєнні Української Галицької Армії.